# Liga Húngara de Basquetebol
O Nemzeti Bajnokság I/A (em português:  Campeonato Nacional I/A, comumente abreviado NB I/A) é a liga de maior nível no basquete na Hungria.

## Formato
O campeonato é composto de 14 equipes. Um NB I/A temporada é dividida em uma liga de palco e um playoff/emissão de estágio. No final da liga estágio (13 equipes, sem Szolnoki Olaj) as 5 melhores equipas e de Szolnok jogar em outra liga de estágio, de 7 de jogar uns com os outros, e, em seguida, os 8 melhores equipes se qualificar para a fase de playoff. Os playoffs são disputados em "Melhor de cinco" formato. A equipe vencedora da fase final são os campeões da temporada.
Fundo os dois times jogam uns com os outros em "Melhor de três" formato. A equipe perdedora fica relegado.

## Atual temporada

### Equipes da temporada 2024-25
| Clube                                | Cidade         | Arena                               | Capacidade |
| ------------------------------------ | -------------- | ----------------------------------- | ---------- |
| Alba Fehérvár                        | Székesfehérvár | Vodafone Sportcsarnok               | 2,400      |
| Atomerőmű SE Paks                    | Pécs           | ASE Sportcsarnok                    | 1,200      |
| DEAC                                 | Debrecen       | Oláh Gábor Sports Hall              | 1.000      |
| Duna Aszfalt-DTKH Kecskemét          | Kecskemét      | Messzi István Sportcsarnok          | 1,600      |
| Egis Körmend                         | Körmend        | Városi Sportcsarnok                 | 2,200      |
| Endo Plus Service-Honvéd             | Budapeste      | Ludovika Aréna                      | 1 350      |
| Falco-Vulcano Energia KC Szombathely | Szombathely    | Arena Savaria                       | 4,000      |
| MVM-OSE Lions                        | Oroszlanyi     | Krajnyik „Akác” András Sportcsarnok | 1 465      |
| NHSZ-Szolnoki Olajbányász            | Szolnok        | Tiszaligeti Sportcsarnok            | 3 000      |
| NKA Universitas Pécs                 | Pécs           | Nemzeti Kosárlabda Akadémia         | 412        |
| PVSK-Veolia                          | Pécs           | Lauber Dezső Sportcsarnok           | 1,983      |
| Sopron KC                            | Sopron         | MKB Aréna Sopron                    | 1,316      |
| SZTE-Szedeák                         | Szeged         | Újszegedi Sportcsarnok              | 3,200      |
| Zalaegerszegi TE                     | Zalaegerszeg   | Városi Sportcsarnok                 | 1.800      |

## Campeões
| Temporada | Campeão                                                 | Resultado                                               | Finalista                                               | 1º na temporada regular                                 | Record                                                  |
| --------- | ------------------------------------------------------- | ------------------------------------------------------- | ------------------------------------------------------- | ------------------------------------------------------- | ------------------------------------------------------- |
| 2002-03   | Körmend (3)                                             | 3-0                                                     | Kaposvári KK                                            | Kaposvári KK                                            | 17-5                                                    |
| 2003-04   | Kaposvári KK (2)                                        | 3-1                                                     | Atomerőmű SE Paks                                       | Albacomp Szekesfehervar                                 | 24-2                                                    |
| 2004-05   | Atomerőmű SE Paks (2)                                   | 3-2                                                     | DEAC                                                    | Atomerőmű SE Paks                                       | 21-5                                                    |
| 2005-06   | Atomerőmű SE Paks (3)                                   | 3-0                                                     | Albacomp Szekesfehervar                                 | Atomerőmű SE Paks                                       | 18-8                                                    |
| 2006-07   | MOL Szolnoki Olajbányász (2)                            | 3-0                                                     | Körmend                                                 | MOL Szolnoki Olajbányász                                | 18-8                                                    |
| 2007-08   | Falco KC Szombathely                                    | 3-1                                                     | Körmend                                                 | Falco KC Szombathely                                    | 21-5                                                    |
| 2008-09   | Atomerőmű SE Paks (4)                                   | 3-0                                                     | Pécsi VSK - Pannon Power                                | Pécsi VSK                                               | 19-7                                                    |
| 2009-10   | Zalaegerszegi ZTE (4)                                   | 3-1                                                     | Atomerőmű SE Paks                                       | Zalaegerszegi ZTE                                       | 24-2                                                    |
| 2010-11   | Szolnoki Olaj (3)                                       | 3-2                                                     | Albacomp Szekesfehervar                                 | Szolnoki Olaj (4)                                       | 22-4                                                    |
| 2011-12   | Szolnoki Olaj (4)                                       | 3-1                                                     | Falco-Szova KC Szombathely                              | Falco KC Szombathely                                    | 23-3                                                    |
| 2012-13   | Alba Fehérvár (4)                                       | 3-2                                                     | Szolnoki Olaj                                           | Alba Fehérvár                                           | 17-5                                                    |
| 2013-14   | Szolnoki Olaj (5)                                       | 3-0                                                     | Atomerőmű SE Paks                                       | Szolnoki Olaj                                           | 9-1                                                     |
| 2014-15   | Szolnoki Olaj (6)                                       | 3-0                                                     | KTE-Duna Aszfalt                                        | Szolnoki Olaj                                           | 5-4                                                     |
| 2015-16   | Szolnoki Olaj (7)                                       | 3-1                                                     | TLI-Alba Fehérvár                                       | Szolnoki Olaj                                           | 5-3                                                     |
| 2016-17   | Alba Fehérvár (5)                                       | 3-2                                                     | Falco-Vulcano Energia KC Szombathely                    | Alba Fehérvár                                           | 21-5                                                    |
| 2017-18   | Szolnoki Olaj (8)                                       | 3-1                                                     | Falco-Vulcano Energia KC Szombathely                    | Szolnoki Olaj                                           | 27-7                                                    |
| 2018-19   | Falco-Vulcano Energia KC Szombathely (2)                | 3-0                                                     | Egis Körmend                                            | Egis Körmend                                            | 20-6                                                    |
| 2019-20   | Temporada cancelada por motivos da Pandemia de COVID-19 | Temporada cancelada por motivos da Pandemia de COVID-19 | Temporada cancelada por motivos da Pandemia de COVID-19 | Temporada cancelada por motivos da Pandemia de COVID-19 | Temporada cancelada por motivos da Pandemia de COVID-19 |
| 2020-21   | Falco-Vulcano Energia KC Szombathely (3)                | 3-2                                                     | Szolnoki Olaj                                           | Szolnoki Olaj                                           | 20-6                                                    |
| 2021-22   | Falco-Volvo Alpok Autó KC Szombathely (3)               | 3-2                                                     | Egis Körmend                                            | Falco KC Szombathely                                    | 23-3                                                    |
| 2022-23   | Falco-Vulcano Energia KC Szombathely (4)                | 3-2                                                     | Arconic-Alba Fehérvár                                   | Falco KC Szombathely                                    | 21-5                                                    |
| 2023-24   | Falco-Vulcano Energia KC Szombathely (5)                | 3-1                                                     | NHSZ-Szolnoki Olajbányász                               | Falco KC Szombathely                                    | 22-4                                                    |
| 2024-25   | NHSZ-Szolnoki Olajbányász (9)                           | 3–0                                                     | Falco-Vulcano Energia KC Szombathely                    | Falco KC Szombathely                                    | 26-0                                                    |

| (1) | Expressa o número de títulos que o clube alcançou naquela temporada                                            |
|     | Equipe com a vantagem de decidir as séries de Playoffs em casa em virtude de sua campanha na temporada regular |

## Títulos por clube
| Equipe               | Número dos títulos | Anos Vencedores |
| -------------------- | ------------------ | --- |
| Honvéd               | 33                 | 1952, 1953, 1954, 1955, 1957, 1957/58, 1958/59, 1959/60, 1960/61, 1961/62, 1962/63, 1964, 1965, 1966, 1967, 1968, 1969, 1971, 1974, 1976, 1977, 1978, 1979, 1980/81, 1981/82, 1982/83, 1983/84, 1984/85, 1985/86, 1992/93, 1993/94, 1994/95, 1996/97 |
| BSZKRT Előre         | 9                  | 1934, 1936/37, 1937/38, 1938/39, 1939/40, 1940/41, 1943/44, 1945, 1948/49 |
| MAFC                 | 7                  | 1935/36, 1944, 1949/50, 1951, 1956, 1970, 1975 |
| Szolnoki Olaj        | 9                  | 1990/91, 2006/07, 2010/11, 2011/12, 2013/14, 2014/15, 2015-16, 2017-18, 2024-25 |
| Falco Szombathely    | 6                  | 2007/08, 2017/18, 2020-21, 2021-22, 2022-23, 2023-24 |
| Alba Fehérvár        | 5                  | 1997/98, 1998/99, 1999/2000, 2012/13, 2016-17 |
| Atomerőmű            | 4                  | 2001/02, 2004/05, 2005/06, 2008/09 |
| ZTE                  | 4                  | 1987/88, 1989/90, 1991/92, 2009/10 |
| Csepel               | 3                  | 1972, 1973, 1988/89 |
| Körmend              | 3                  | No ano lectivo de 1986/87, 1995/96, 2002/03 |
| Kaposvár             | 2                  | 2000/01, 2003/04 |
| BEAC                 | 2                  | 1941/42, 1942/43 |
| MÁVAG                | 2                  | 1947/48, 1950 |
| Közgazdasági Egyetem | 1                  | 1933 |
| TFSE                 | 1                  | 1934/35 |
| Budapesti Kinizsi TE | 1                  | 1946 |
| Budapesti Postás     | 1                  | 1946/47 |